# 南非德班聖殿
南非德班聖殿是南非德班的耶穌基督後期聖徒教會的聖殿。教會當時的總會會長多馬·孟蓀（Thomas S. Monson）於2011年10月1日宣布了建造聖殿的意圖。該聖殿與哥倫比亞巴蘭基亞，剛果民主共和國金夏沙，懷俄明星谷和普若佛市中心聖殿同時宣布。宣布後，全世界的聖殿總數增加到166個，而是南非第二座聖殿。
2016年4月9日，在教會七十員卡爾·柯克長老（Carl B. Cook）主持下舉行了奠基儀式，標誌著施工的開始。耶穌基督後期聖徒教會於2019年6月18日宣布，計劃於2020年1月22日至2020年2月1日（不包括週日）舉行公共開放日。這座聖殿由教會使徒羅納德·羅斯本長老（Ronald A. Rasband）於2020年2月16日奉獻。
2020年3月，南非德班聖殿与教會的所有其他聖殿一同遭到關閉，以应对冠状病毒大流行。 